# Novopokrovka, Prîazovske
Novopokrovka (în ucraineană Новопокровка) este un sat în comuna Dobrivka din raionul Prîazovske, regiunea Zaporijjea, Ucraina.

## Demografie
Componența lingvistică a localității Novopokrovka
     Rusă (72,67%)
     Ucraineană (26,67%)
     Alte limbi (0,67%)
Conform recensământului din 2001, majoritatea populației localității Novopokrovka era vorbitoare de rusă (72,67%), existând în minoritate și vorbitori de ucraineană (26,67%).